# Jacques Villon

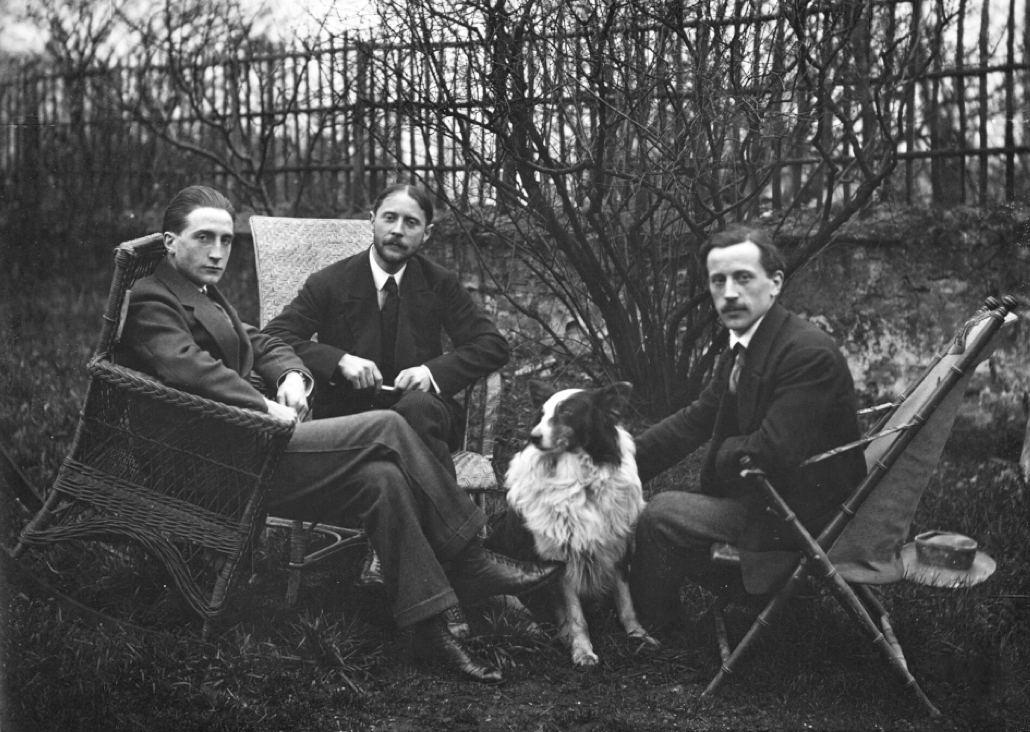
Tre bröder Duchamp: från vänster Marcel Duchamp, Jacques Villon och Raymond Duchamp-Villon i trädgården till Jacques Villons ateljé i Puteaux 1914

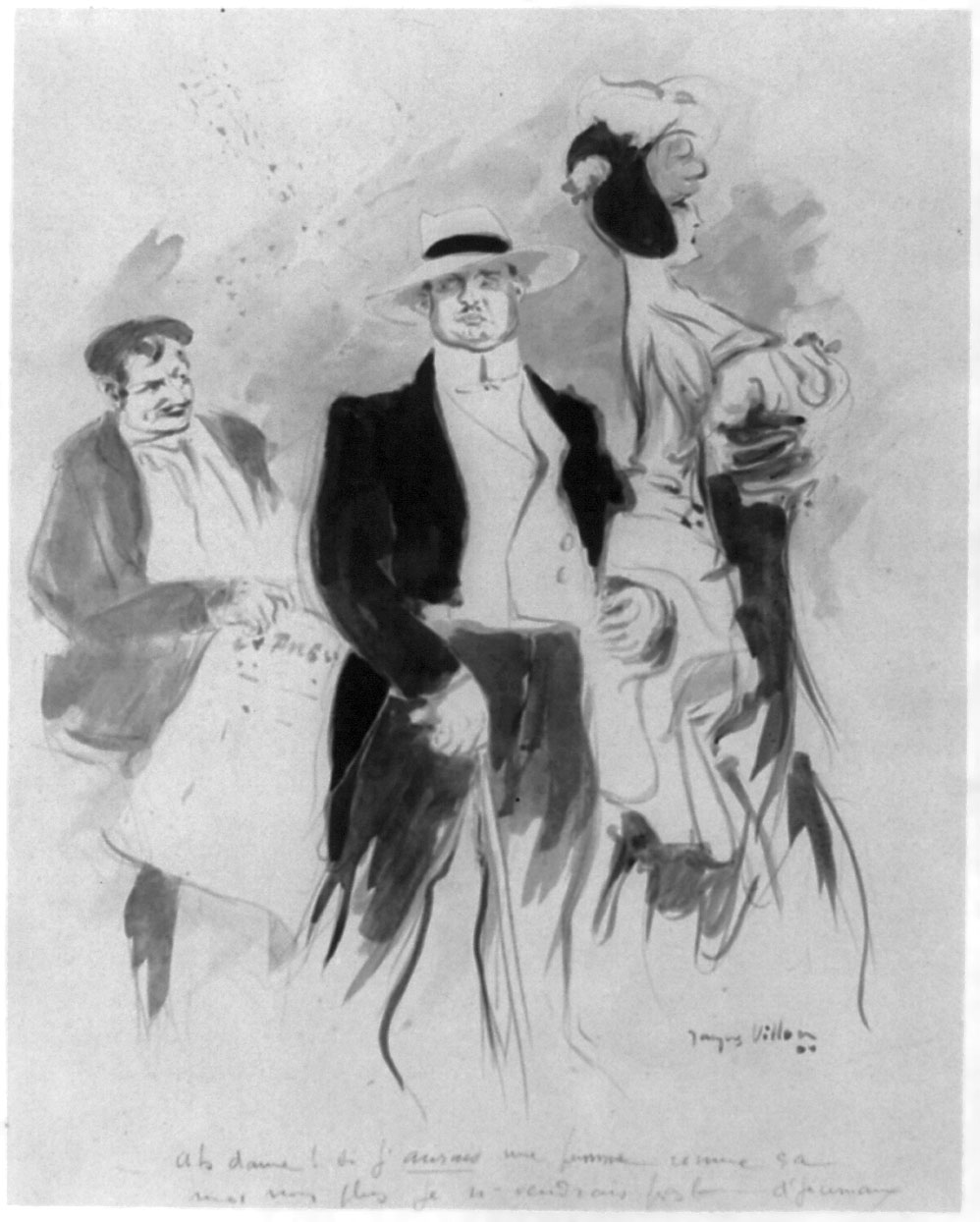
Teckning av Jaques Villon

Jacques Villon, egentligen Gaston Duchamp, född 31 juli 1875 i Damville, Eure, död 9 juni 1963 i Puteaux, Hauts-de-Seine, var en fransk målare och grafiker. 

## Biografi
Jaques Villon var bror till Marcel Duchamp och Raymond Duchamp-Villon.
Han kom till Paris 1894 och började arbeta som illustratör och skämttecknare i tidningar som Le Chat noir och Le Courrier français. Han tog pseudonymen Villon efter sin favoritförfattare. Han kom i kontakt med kubismen omkring 1910, och var 1912 medgrundare till gruppen Section d'Or ("Det gyllene snittet"). Med sin färgstarka kubism fick han stor påverkan på det abstrakta måleriet i Frankrike.
Jaques Villon utförde även reproduktioner efter moderna mästare som Édouard Manet, Pablo Picasso och Raoul Dufy. Han gjorde också originalgrafik och glasmålningar i katedralen i Metz (1956–57).